# Gê'gyai

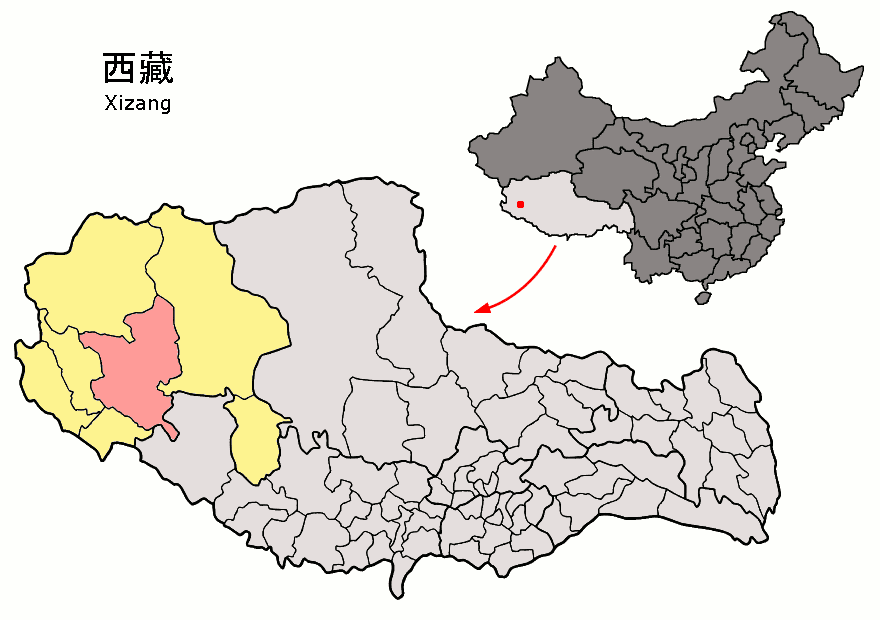
Lage des Kreises Gê'gyai (rosa) im Regierungsbezirk Ngari (gelb)

Gê'gyai (tibetisch དགེ་རྒྱས་རྫོང་, Umschrift nach Wylie: dge rgyas rdzong, auch Gegye Dzong, chinesisch 革吉县, Pinyin Géjí Xiàn) ist ein Kreis im Autonomen Gebiet Tibet der Volksrepublik China. Er gehört zum Verwaltungsgebiet des Regierungsbezirks Ngari. Er liegt am Sênggê Zangbo (Indus; chin. Shiquan He). Die Fläche beträgt 45.684 Quadratkilometer und die Einwohnerzahl 18.012 (Stand: Zensus 2020).
Das Klima in Gê'gyai ist kontinental und insbesondere im Winter sehr kalt; die Temperaturen können durchaus unter −35 °C fallen. Im Sommer wird es mäßig warm, wobei die Temperaturen in der Sonne über 25 °C steigen können. Die durchschnittliche Jahrestemperatur liegt bei −2 °C, die durchschnittliche Januartemperatur bei −14,5 °C und die durchschnittliche Julitemperatur bei 12 °C. Im Jahr fällt durchschnittlich 50 mm Niederschlag.

## Administrative Gliederung
Auf Gemeindeebene setzt sich der Kreis aus einer Großgemeinden und vier Gemeinden zusammen. Diese sind (Pinyin/chin.):
- Großgemeinde Geji 革吉镇
- Gemeinde Xiongba 雄巴乡
- Gemeinde Yare 亚热乡
- Gemeinde Yanhu 盐湖乡
- Gemeinde Wenbudangsang 文布当桑乡